# Петрушенко, Роман Иванович
Роман Иванович Петрушенко (бел. Раман Іванавіч Петрушэнка; род. 25 декабря 1980 года в г. Калинковичи, Гомельская область) — белорусский байдарочник, олимпийский чемпион и 7-кратный чемпион мира, заслуженный мастер спорта Республики Беларусь (2004), кавалер орденов Отечества II и III степени, орден Почёта (2012). Награждён орденом Белорусской православной церкви Святителя Кирилла Туровского II степени, бронзовый призёр I Европейских игр 2015 года.
Является чемпионом и бронзовым призёром Олимпийских игр 2008 года в Пекине, бронзовым призёром Олимпийских игр 2004 года в Афинах, 7-кратным чемпионом мира, восьмикратным чемпионом Европы, многократным победителем и призёром этапов кубка мира по гребле на байдарках и каноэ.

## Биография
С 1998 по 2004 год — студент Мозырского государственного педагогического университета.
С 2004 года по настоящее время — преподаватель кафедры теории и методики физического воспитания Мозырского государственного педагогического университета.
Майор милиции, сотрудник ГАИ УВД Гомельского облисполкома (специальное звание майор милиции было присвоенное вне очереди после Олимпиады).
Член общества «Динамо».
Живёт в Мозыре.

## Награды и звания
- Заслуженный мастер спорта Республики Беларусь (2004).
- Лучший спортсмен года в Беларуси (2009).
- Кавалер ордена Отечества II и III степени.
- Орден Почёта.
- Орден Белорусской православной церкви Святителя Кирилла Туровского II степени.
- Звание «Ганаровы паляшук» на V Международном фестивале этнокультурных традиций «Зов Полесья» (2018, Лясковичи) — за большой вклад в социально-экономическое и общественно-культурное развитие Припятского Полесья.
- Стела с именем Р. И. Петрушенко на Аллее спортивной славы около Ледового дворца в Гомеле (15 сентября 2023 года)[3][4].